# Serai Wangi (Pinggir)
Serai Wangi is een bestuurslaag in het regentschap Bengkalis van de provincie Riau, Indonesië. Serai Wangi telt 1992 inwoners (volkstelling 2010).